# Egrissi-Gebirge
Das Egrissi-Gebirge (georgisch ეგრისის ქედი) ist ein Teilgebirge des Großen Kaukasus, das sich südlich von dessen Hauptkamm in West-Ost-Richtung erstreckt.
Das Egrissi-Gebirge befindet sich in den Regionen Ratscha-Letschchumi und Niederswanetien und Mingrelien und Oberswanetien im Norden von Georgien. Es bildet die Wasserscheide zwischen dem Enguri (im Norden und Westen) und dem Zcheniszqali (im Osten). Der rechte Zcheniszqali-Nebenfluss Cheledula trennt das Gebirge von dem nordöstlich verlaufenden Swanetischen Gebirge. Das Egrissi-Gebirge erreicht im Zjekuri eine maximale Höhe von 3173 m.
An den Berghängen wächst Laubwald – hauptsächlich Eiche und Buche. Ab einer Höhe von 2000 m findet man subalpine und alpine Vegetation.

## Berge (Auswahl)
Im Folgenden sind eine Reihe von Gipfeln entlang dem Hauptkamm des Egrissi-Gebirges sortiert in West-Ost-Richtung aufgelistet:
- Zjekuri (3173 m) (⊙)